# Live at MSG
Live at MSG è il terzo album dal vivo del gruppo musicale statunitense Slipknot, pubblicato il 18 agosto 2023 dalla Roadrunner Records.

## Descrizione
Contiene il concerto tenuto dal gruppo nel 2009 presso il Madison Square Garden di New York, durante il tour di supporto al quarto album All Hope Is Gone. L'audio dell'esibizione era stata originariamente resa disponibile come parte della riedizione per i dieci anni di All Hope Is Gone uscita nel 2018, venendo pubblicata cinque anni più tardi come prodotto stand-alone con una nuova copertina curata da Shawn Crahan.

## Tracce
Testi e musiche degli Slipknot.
Lato A
1. (sic) – 3:55
2. Eyeless – 4:15
3. Wait and Bleed – 2:44
4. Get This – 4:28

Lato B
1. Before I Forget – 4:22
2. The Blister Exists – 6:37
3. Dead Memories – 4:03
4. Left Behind – 3:28

Lato C
1. Disasterpiece – 5:09
2. Purity – 6:26
3. Everything Ends – 4:22
4. Psychosocial – 5:41

Lato D
1. Duality – 5:26
2. People=Shit – 4:10
3. Surfacing – 4:49
4. Spit It Out – 7:35

## Formazione
Hanno partecipato alle registrazioni, secondo le note di copertina:
Gruppo
- Corey Taylor – voce
- Mick Thomson – chitarra
- M. Shawn "Clown" Crahan – percussioni
- Craig Jones – tastiera
- Jim Root – chitarra
- Chris Fehn – percussioni
- Paul Gray – basso
- Joey Jordison – batteria
- Sid Wilson – giradischi, tastiera

Produzione
- Dave "Shirt" Nicholls – registrazione
- Greg Fidelmann – missaggio
- Ted Jensen – mastering
- M. Shawn Crahan – direzione artistica
- Virgilio Tzaj – design